# Paul Janson
Paul Janson, född 11 april 1840 och död 19 april 1913, var en belgisk liberal politiker.
Han studerade filosofi och juridik vid Université Libre de Bruxelles. Från tidig ålder var han en stark anhängare av en valreform och var anhängare till den progressiva grenen i den belgiska liberala rörelsen.